# 赵文进
赵文进（1913年9月13日—1998年8月26日），湖北省大悟县宣化店镇坞埔村人。，中国人民解放军将领、中国人民解放军开国少将。
1929年3月参加中国工农红军，同年8月加入共青团，1932年转入中国共产党，曾任中国人民解放军第六十五军副军长兼参谋长。1955年，授予中国人民解放军少将。
是第四届、第五届全国人民代表大会代表，中国共产党第十二次全国代表大会代表。1998年8月26日在成都逝世，享年85岁。

## 所获荣誉
1955年被授予二级八一勋章、二级独立自由勋章、一级解放勋章。
1988年被授予一级红星功勋荣誉章。